# Grille 17
A Grille 17 („tücsök”) a Harmadik Birodalom által tervezett önjáró löveg. Nevét a Grille-sorozatról kapta, a szám a főfegyver űrméretére utal.

## Tervezés
A kísérleti program a kezdeti kudarcok ellenére sem szakadt meg. A Krupp Művek 1942 nyarán megbízást kapott arra, hogy a fejlesztés alatt álló Tigris II harckocsi alvázát felhasználva építsenek meg egy különleges, 53–58 tonnás önjáró löveget, amely alkalmas a 17 cm-es K72/L50 löveg hordozására. Nyilvánvaló volt, hogy a nagyobb fegyver miatt el kell tekinteni a löveg forgathatóságtól, és a hagyományos rohamlöveg konstrukcióját kell követni, ám ettől még szemernyit sem vált egyszerűvé a feladat.
Az alvázat meghosszabbították, a futógörgők számát megnövelték kettővel. Páncélzatát 60 milliméteresre tervezték, ám erről a mozgékonyság érdekében lemondtak. A Tigriseknél is alkalmazott motort választották, amely már a Tigris I esetében is alulméretezett volt. 1944 végén áttervezték, ellátták egy MG 42 géppuskával. Egy prototípust elkezdtek gyártani, azonban a gyár elfoglalása előtt a munkások felrobbantották. Csak az alváz maradt meg, ennek további sorsa nem ismert.